# Mihail Bakunin
Mihail Aleksandrovič Bakunin (rusko Михаи́л Алекса́ндрович Баку́нин), ruski revolucionar in filozof, * 30. maj (18. maj, ruski koledar) 1814, vas Prjamuhino, Tverska gubernija, Ruski imperij (danes Tverska oblast, Rusija), † 1. julij (19. junij) 1876, Bern, Švica.
Bakunin velja za očeta sodobnega anarhizma. V svojih delih je postavil temelje libertarnemu socializmu in smeri anarhizma, ki se imenuje anarho-kolektivizem. 

## Življenje
Rojen je bil v družini nižjega ruskega plemstva, oče pa je zanj že zgodaj izbral vojaško kariero in se je tako vpisal v topovniško šolo v Sankt Peterburgu. Po končani vojaščini se je pri 18. letih vpisal na moskovsko univerzo, kjer je spoznal Aleksandra Herzna in Ogareva.
Kasneje se je ukvarjal s prevajanjem nemških avtorjev, kot sta bila Fichte in Hegel. Leta 1842 je odšel v Nemčijo, kjer je navezal stike z mladimi Hegeljanci v Berlinu. Od tam je odšel v Zurich, kjer je spoznal Wilhema Weitlinga, še kasneje pa v Pariz, kjer se je spoznal s Proudhonom, Karlom Marxom, George Sand in s poljskim izseljenstvom. V Parizu se je aktivno vključil v socialistična gibanja.
Revolucionarna gibanja leta 1848 so mu omogočila, da se je pridružil nasilnim demonstracijam v prid demokraciji, sodeloval je tudi v demonstracijah v Dresdnu, kjer so ga aretirali in obsodili na smrt. Zavoljo njegove plemiške rodbine so kazen znižali na dosmrtno in ga predali ruskim oblastem. V zaporu je pisal Izpovedi, v katerih je izdelal svojo teoretično misel. Ruski car ga je pomilostil tako, da naj bi preostanek svoje kazni odslužil v Sibiriji, kamor je prispel leta 1855, od koder mu je uspelo pobegniti v Anglijo.
Preostanek svojega življenja je preživel v izgnanstvu, predvsem v Švici. Leta 1860 je prevedel Komunistični manifest v ruski jezik.
Leta 1873 se je umaknil v Lugano, tri leta kasneje je umrl v Bernu.

## Politična misel
Njegova politična misel je bila pod vplivom Heglove filozofije, zlasti zgodovinske dialektike, na kateri je temeljil anarhistično delovanje. Po njegovem mnenju ljudje ne morejo doseči enotnosti ali resnične svobode ob prisotnosti zunanjega Boga ali države. Zavračal je obstoj države, tudi socialistične.

## Pomembnejša dela
- Bog in država (Dieu et l'état), 1871/1882
- Državnost in anarhija (Государственность и анархия), 1873